# Paquito D'Rivera
Francisco de Jesús Rivera Figueras (L'Havana, Cuba, 1948), conegut com a Paquito D'Rivera, és un músic, arreglista i compositor de jazz cubà; a més de ser un virtuós tocant instruments com el clarinet i el saxòfon (alt i soprano).

## Biografia
Nascut al barri de Marianao (L'Habana) al si d'una família de músics. El seu pare, Tito D'Ribera fou un famós saxofonista i director cubà, és qui l'inicia als estudis musicals amb 5 anys. Amb 6 ja realitzà la seua primera actuació en públic i amb 7 signa un contrat amb l'empresa Selmer per tal de provar els instruments que aquesta produeix.
El 1958, amb tan sols 10 anys, D'Ribera actua al Teatre Nacional de L'Habana amb gran èxit. Amb dotze anys entra en el conservatori de L'Havana per a estudiar clarinet, composició i harmonia. El 1965, amb dinou anys i ja considerat un virtuós debuta amb l'Orquestra Sinfònica Nacional de Cuba com solista en un concert televisat a nivell nacional. Aquest mateix any funda juntament amb el pianista Chucho Valdés l'Orquestra Cubana de Música Moderna que va dirigir durant poc més de dos anys, compaginant aquesta activitat amb el seu treball en l'Orquestra Nacional i altres agrupacions com la Banda de l'Exèrcit Cubà. Posteriorment funda juntament amb vuit músics de l'Orquestra de Música Moderna i altres tres artistes el grup Irakere que fusiona el jazz, rock, música tradicional cubana i música clàssica creant un estil totalment nou que va causar sensació en els festivals de Newport i Montreux el 1978. Amb aquest grup va recórrer Amèrica del Nord i Europa i va ser nominat per a diversos premis Grammy el 1979 i 1980, dels quals va guanyar un pel primer any en la categoria Best latin recording pel seu primer disc, homònim de la banda. Aquest grup va fer història al convertir-se en la primera banda cubana que va signar amb una companyia nord-americana després de la victòria de Fidel Castro.
El 1981, cansat de la situació social i política a Cuba, D'Rivera decideix viatjar a Espanya per tal de realitzar una gira i sol·licita asil en l'ambaixada dels Estats Units, deixant a la seua dona i fills en l'illa. El músic cubà va rebre el suport de nombroses personalitats del jazz com Dizzy Gillespie, David Amram, Mario Bauza i Bruce Lundvall.
Als Estats Units va col·laborar amb alguns músics de jazz com Arturo Sandoval, Claudio Roditi, Michel Camilo i va rescatar de l'ostracisme yanki al pianista Bebo Valdés, pare de Chucho Valdés. Durant els anys 80 va col·laborar amb Gillespie, amb el qual funda el 1988 la United Nations Orchestra, banda de quinze membres. D'Rivera va col·laborar amb molts altres grups, com els fundats per ell: Paquito D'Rivera Big Band; el Paquito D'Rivera Quintet, amb els quals tocava respectivament jazz i música de cambra, les seves dues grans passions; Triángulo de calypso i salsa o el Caribbean Jazz Project. A més va treballar en solitari i amb altres bandes com quan el 1988 va actuar com solista amb la National Simphony Orchestra. També va començar a compondre per a altres grups com el Gerald Danovich Saxophone Quartet i el Aspen Wind Quintet.
A més de la seua faceta d'intèrpret D'Rivera és un notable compositor tant de jazz com de música clàssica. Entre les seues composicions més cèlebres figuren "Grán Danzón" per a la Filharmònica de Rotterdam i estrenada el 2002 en el Kennedy Center for Performing Arts, a Washington; "Panamericana Suite", estrenada l'any 2000 en el Lincoln Center de Nova York o "Rivers", estrenada per la New Jersey Chamber Music Society. Les seves composicions són editades en exclusiva per la companyia Boosey and Hawkes.
Ha col·laborat amb nombrosos músics de gèneres diversos com el Ying Quartet, Turtle Island String Quartet, el violoncel·lista Mark Summer, el pianista Alon Yavnai, o Jo-Jo Dt. És membre del Alon Yavnai-Paquito D'Rivera Duet i del Jazz Chamber Trio. Entre els nombrosos guardons i reconeixements que ha rebut al llarg de la seva carrera destaquen set Grammys en diversos anys, un doctorat honoris causa en música pel Berklee College of Music i la medalla nacional de les arts dels Estats Units. En l'actualitat continua actuant regularment amb les bandes fundades per ell i col·laborant amb orquestres de tot el món.